# Крістофер Рів
Крістофер Рів (англ. Christopher Reeve; 25 вересня 1952 — 10 жовтня 2004) — американський актор кіно, прославився після того, як зіграв головну роль у фільмі «Супермен» 1978 року.
У 1995 році, під час перегонів, Рів впав з коня, отримав дуже сильну травму і був паралізований. Помер від серцевого нападу 2004 року.
У квітні 1992 року одружився з акторкою Даною Рів (1961-2006). 7 червня 1992 року у них народився син Вільям Еліот Рів.

## Фільмографія
| Рік       |    | Українська назва                | Оригінальна назва                     | Роль                          |
| --------- | -- | ------------------------------- | ------------------------------------- | ----------------------------- |
| 1974—1976 | с  | Любов до життя                  | Love of Life                          | Бен Гарпер                    |
| 1974      | с  | Великі вистави                  | Great Performances                    | офіцер                        |
| 1975      | с  | Широкий світ таємниць           | The Wide World of Mystery             |                               |
| 1978      | ф  | «Сіра леді» йде на глибину      | Gray Lady Down                        | Філліпс                       |
| 1978      | ф  | Супермен                        | Superman                              | Супермен / Кларк Кент         |
| 1980      | ф  | Десь у часі                     | Somewhere in Time                     | Річард Кольєр                 |
| 1980      | ф  | Супермен 2                      | Superman II                           | Супермен / Кларк Кент         |
| 1982      | ф  | Смертельна пастка               | Deathtrap                             | Кліффорд Андерсон             |
| 1982      | ф  | Монсеньйор                      | Monsignor                             | Отець Джон Флаерті            |
| 1983      | ф  | Супермен 3                      | Superman III                          | Супермен / Кларк Кент         |
| 1983      | с  | Театр чарівних історій          | Faerie Tale Theatre                   | Принц Чармінг                 |
| 1984      | ф  | Бостонці                        | The Bostonians                        | Бейзіл Ренсом                 |
| 1985      | ф  | Авіатор                         | The Aviator                           | Едгар Анскомб                 |
| 1985      | тф | Анна Кареніна                   | Anna Karenina                         | грав Вронський                |
| 1987      | ф  | Вуличний хлопець                | Street Smart                          | Джонатан Фішер                |
| 1987      | ф  | Супермен 4: У пошуках миру      | Superman IV: The Quest for Peace      | Супермен / Кларк Кент         |
| 1988      | ф  | Перемикаючи канали              | Switching Channels                    | Блейн Бінгем                  |
| 1988      | тф | Велика втеча 2                  | The Great Escape II: The Untold Story | майор Джон Додж               |
| 1990      | тф | Роза та Шакал                   | The Rose and the Jackal               | Аллан Пінкертон               |
| 1990      | тф |                                 | Earthday Birthday                     | It Zwibble                    |
| 1991      | тф | Згубний потяг                   | Bump in the Night                     | Лоуренс Мюллер                |
| 1991      | тф | Сни про смерть                  | Death Dreams                          | Джордж Вестфілд               |
| 1991      | с  | Керол і компанія                | Carol & Company                       | Рекс / Боб                    |
| 1992      | с  | Дорога в Ейвонлі                | Road to Avonlea                       | Роберт Резерфорд              |
| 1992      | с  | Байки зі склепу                 | Tales from the Crypt                  | Фред                          |
| 1992      | ф  | Божевільні підмостки            | Noises Off...                         | Фредерік Даллас / Філіп Брент |
| 1992      | тф | Смертні гріхи                   | Mortal Sins                           | Отець Томас Кьюсак            |
| 1992      | тф | Кошмар серед білого дня         | Nightmare in the Daylight             | Шон                           |
| 1993      | тф | Морський вовк                   | The Sea Wolf                          | Хемфрі Ван Вейден             |
| 1993      | ф  | Ранок слави                     | Morning Glory                         | Вілл Паркер                   |
| 1993      | ф  | Наприкінці дня                  | The Remains of the Day                | Джек Льюїс                    |
| 1993      | с  | Фрейзер                         | Frasier                               | Леонард                       |
| 1994      | с  | Неприємний світ Пенна і Теллера | The Unpleasant World of Penn & Teller |                               |
| 1994      | ф  | Без слів                        | Speechless                            | Боб Багдад Фрід               |
| 1995      | ф  | Прокляте селище                 | Village of the Damned                 | доктор Алан Чеффі             |
| 1995      | ф  | Поза підозрою                   | Above Suspicion                       | Демпсі Каїн                   |
| 1995      | тф | Чорний лис                      | Black Fox                             | Алан Джонсон                  |
| 1995      | тф | Чорний лис: Ціна миру           | Black Fox: The Price of Peace         | Алан Джонсон                  |
| 1995      | тф | Чорний лис: Люди добрі й погані | Black Fox: Good Men and Bad           | Алан Джонсон                  |
| 1996      | ф  | Крок у майбутнє                 | A Step Toward Tomorrow                | Денні Габріель                |
| 1996      | тф |                                 | Without Pity: A Film About Abilities  | оповідач                      |
| 1998      | тф | Вікно у двір                    | Rear Window                           | Джейсон Кемп                  |
| 2003      | с  | Практика                        | The Practice                          | Кевін Хілі                    |
| 2003—2004 | с  | Таємниці Смолвіля               | Smallville                            | доктор Вірджіл Суонн          |